# Mikazuki (destroyer, 1926)
Le Mikazuki (三日月) est un destroyer de la classe Mutsuki construit pour la Marine impériale japonaise pendant les années 1920.

## Historique
Dans les années 1930, le Mikazuki navigue au large de la Chine, participant à des opérations lors de la seconde guerre sino-japonaise.
Au moment de l'attaque sur Pearl Harbor, le Mikazuki rejoint la 3e division de porte-avions de la 1re flotte basée dans l'archipel japonais, comme escorte des porte-avions Hōshō et Zuihō.
Au cours de la bataille de Midway les 4 et 5 juin 1942, le Mikazuki fait partie de l'escorte du Zuihō en compagnie de la force d'occupation de l'amiral Nobutake Kondō, ne participant à aucun combat pendant cette bataille. Par la suite, le destroyer est réaffecté dans la Flotte de la région sud-ouest (Southwest Area Fleet).
De juillet 1942 à mars 1943, le Mikazuki escorte des convois entre Moji et Taiwan. De la fin du mois de mars au 10 juin 1943, le Mikazuki est remis en état à l'arsenal naval de Sasebo, avant de rejoindre la 30e division du 3e escadron de destroyers (8e flotte), basée à Rabaul.
De la fin de juin 1943 à juillet 1943, le Mikazuki prend part à de nombreux « Tokyo Express » vers Kolombangara. Il participe à la bataille du golfe de Kula du 5 au 6 juillet, au cours duquel il débarque des « forces navales spéciales de débarquement » (FNSD) sous le feu ennemi. Il fournit également une couverture lors de la bataille de Kolombangara le 12 juillet.
Le 27 juillet 1943, le Mikazuki s'échoue sur un récif lors d'une mission de transport de troupes à Tuluvu, en Nouvelle-Bretagne, à la position 5° 27′ S, 148° 25′ E. Le lendemain matin, il est attaqué et détruit par des bombardiers B-25 Mitchell de l'USAAF, tuant huit hommes d'équipage.
Le Mikazuki est rayé des listes de la marine le 15 octobre 1943.